# Parc national de la Bikine
Le parc national de la Bikine (en russe : национальный парк «Бикин») a été créé le 3 novembre 2015, afin de protéger le plus grand ensemble subsistant d'anciennes forêts mixtes de l'hémisphère Nord, ainsi que le territoire de 10 % de tous les tigres de Sibérie vivant encore à l'état sauvage. Le parc a également été créé dans le but de protéger la culture forestière de 600 habitants autochtones du bassin de vie de la rivière Bikine — les Oudéguéïs et les Nanaïs. En raison de la surface de sa forêt vierge, et sa caractérisation comme « forêt pluviale tempérée », il représente un centre important de biodiversité des plantes et des animaux. Le parc est situé dans la région administrative du raïon de Pojarskoïe, dans le kraï du Primorié, dans l'Extrême-Orient russe. Il se trouve sur le versant ouest de la chaîne de montagnes de Sikhote-Aline. La vallée de la rivière Bikine figure également sur la liste indicative des sites du patrimoine mondial de l'UNESCO.

## Topographie

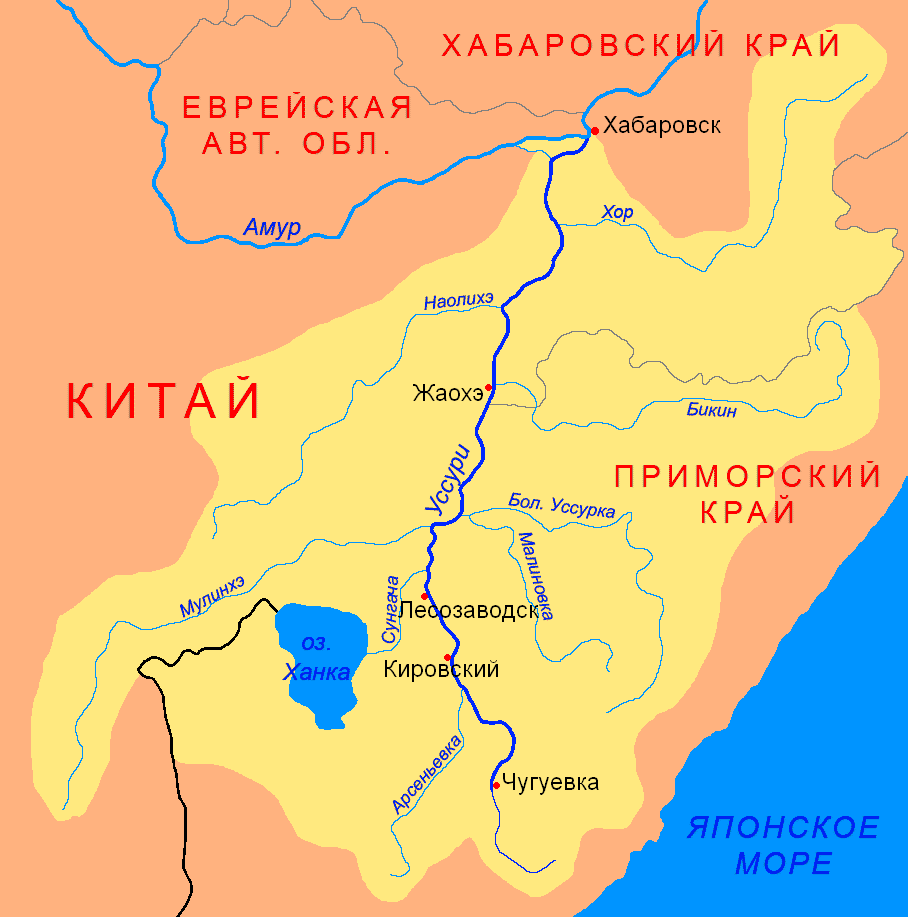
La rivière Bikine coule au milieu de la chaîne de Sikhote-Aline.

La rivière Bikine coule sur le versant occidental des montagnes de Sikhote-Aline, reliant le fleuve Amour à l'ouest à la « province maritime » (kraï du Primorié) à l'est. Le bassin de drainage de la Bikine traverse des territoires montagneux isolés, couverts de forêts mixtes de conifères et de feuillus, puis se jette dans l'Oussouri et, finalement, dans l'Amour avant d'achever son trajet en mer d'Okhotsk. Avec plus de 11 600 km2 de territoires vierges,  les espaces ininterrompus de la forêt offrent un refuge pour un grand nombre d'espèces menacées.
Des études récentes effectuées par les gestionnaires du parc ont recensé un record de 51 espèces de mammifères (orignal, sanglier, chevreuil, cerf élaphe, cerf porte-musc, tigre de Sibérie, ours brun et ours de l'Himalaya, martre, vison, rat musqué, etc.), et 194 espèces d'oiseaux.

## Climat et écorégion
La désignation climatique officielle pour la zone est « climat continental humide » (classification climatique de Köppen Dfb), avec de grands écarts de température saisonniers, chauds et, éventuellement, des étés humides et des hivers froids.

## Développements du parc
Autour de la conservation de la nature et de l'écotourisme, l'infrastructure du parc est en cours d'élaboration afin de protéger la forêt basée sur le mode de vie des Oudéguéïs et des Nanaïs. Une estimation dénombre 600 habitants autochtones vivant un mode de vie traditionnel basé sur la pêche, la chasse et la cueillette des noix de pin. Dans le cadre du zonage du parc pour différentes utilisations (conservation, étude scientifique, écotourisme, etc.), le gouvernement s'est engagé à permettre à 68 % de la terre de rester disponible pour les utilisations traditionnelles des peuples autochtones,.

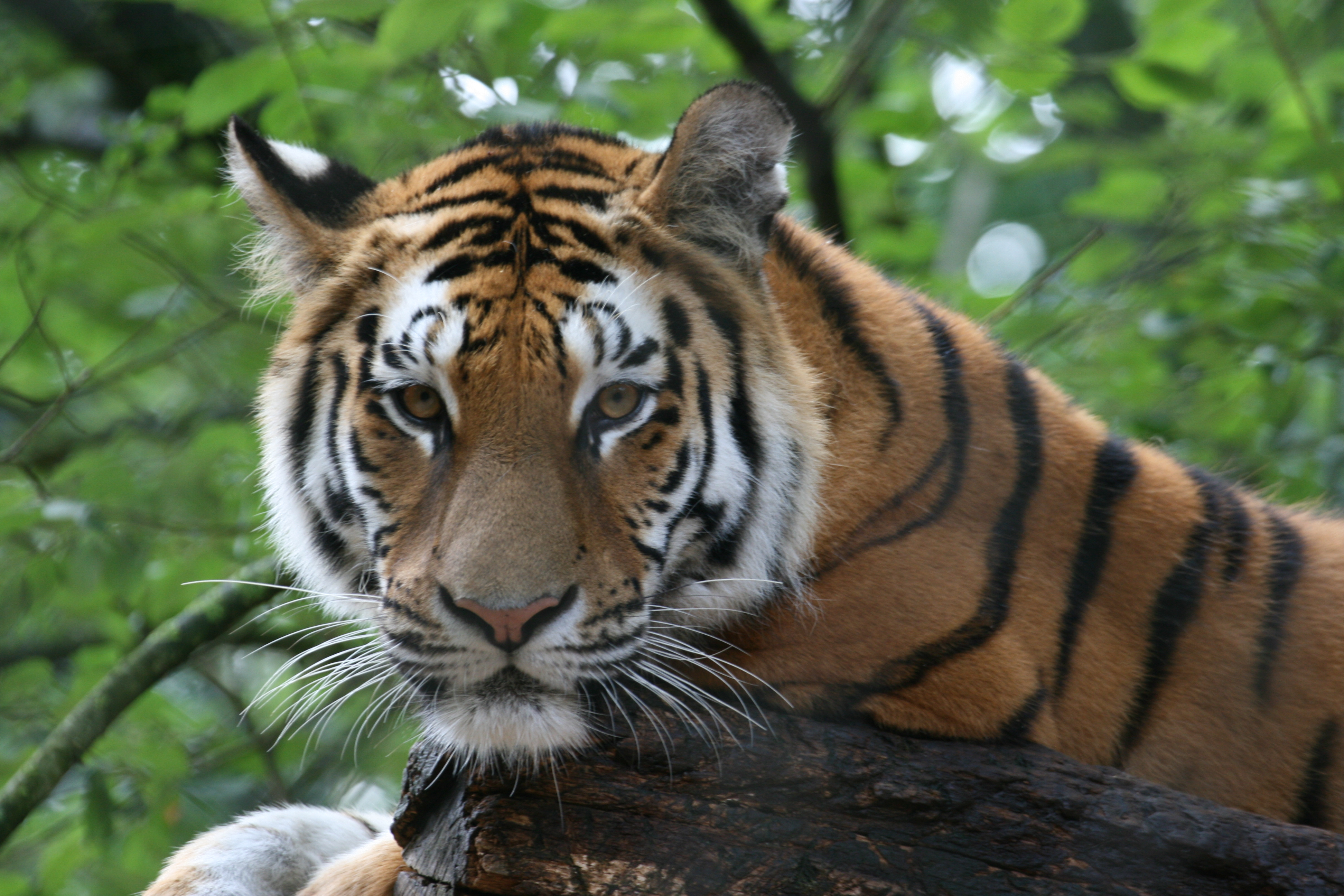
Il subsiste de 30 à 35 tigres de Sibérie sauvages dans le bassin de la rivière Bikine.